# Бачешти (Дамбовица)
Бачешти (рум. Băcești) насеље је у Румунији у округу Дамбовица у општини Ваља Лунга. Oпштина се налази на надморској висини од 331 m.

## Становништво
Према подацима из 2002. године у насељу је живело 209 становника, од којих су сви румунске националности.